# Beethoven-Gymnasium (Berlin)
Das Beethoven-Gymnasium, auch Beethoven-Schule bzw. vormals amtlich Beethoven-Oberschule genannt, ist das einzige Gymnasium im Berliner Ortsteil Lankwitz. Zur Schule gehören das unter Denkmalschutz stehende vierflügelige Hauptgebäude mit Innenhof, der Außenhof mit Schulgarten, ein Sportplatz und eine Turnhalle als Nebengebäude.

## Geschichte
Bereits 1905 baten 16 Lankwitzer Bürger um die Errichtung einer Interessentenschule für Mädchen in der damaligen Gemeinde Lankwitz. Zu Ostern 1908 wurde mit Genehmigung der Königlich Preußischen Regierung die Schule als neunstufige Höhere Mädchenschule in der Seydlitzstraße im Gebäude der 2. Gemeindeschule eröffnet, der 38 Mädchen beitraten. 1910 erfolgte bei 130 Schülerinnen und 10 Lehrkräften die Umwandlung in ein zehnstufiges Lyzeum. Die Schülerinnen konnten einen Realschulabschluss nach der zehnten Klasse erlangen.
Die Initiative des ersten Bürgermeisters der Gemeinde Lankwitz, Rudolf Beyendorff, für den Bau eines eigenen Schulgebäudes führte zunächst 1912 zur Durchführung eines Architekturwettbewerbs. Das Preisgericht sprach sich eindeutig für den Wettbewerbsentwurf der Berliner Architekten Peter Jürgensen und Jürgen Bachmann aus und empfahl ihre Beauftragung. Für das 1913–1914 ausgeführte heutige Hauptgebäude mit angrenzender Gemeindefesthalle wird jedoch der Lankwitzer Gemeindebaurat Fritz Freymüller als Entwurfsurheber genannt. Fertigstellung und Bezug des neuen Gebäudes durch 285 Schülerinnen konnten aufgrund des Ersten Weltkriegs erst 1918 erfolgen. Das Gebäude steht heute unter Denkmalschutz.
1926 wurde dem Lyzeum auf Initiative des Hausfrauenvereins Berlin-Lankwitz eine einjährige Frauenschule zur gründlichen „Berufsausbildung der Hausfrau und Mutter und Durchgeistigung ihrer gesamten Tätigkeit“ nebst Kindergarten angegliedert, die 1937 zu einer dreijährigen Frauenoberschule erweitert wurde.
In den 1930er Jahren, spätestens 1935, und noch bis 1948 hieß das Lyzeum Auguste-Sprengel-Schule nach der Pädagogin Auguste Sprengel. 1939 fand die erste Abiturprüfung in der nunmehr vollwertigen Oberschule für Mädchen mit hauswirtschaftlichem Zweig statt.
In der Lankwitzer Bombennacht im August 1943 wurde das Schulgebäude schwer beschädigt. 1945 wurde der Schulbetrieb wieder aufgenommen.
1948 erfolgte die Umbenennung in 8. Oberschule Wissenschaftlicher Zweig, ab 1950 wurden auch Jungen an der Schule unterrichtet. Die wiederaufgebaute Turnhalle wurde 1954 eingeweiht. Im selben Jahr wurde die neusprachlich-mathematisch-naturwissenschaftliche Schule mit 356 Schülern in Beethoven-Oberschule umbenannt. Namenspate ist der Musiker Ludwig van Beethoven.
Die wiedererrichtete Aula wurde 1959 eingeweiht. Da sich die Schülerzahl seit 1954 verdoppelt hatte, wurde 1974 eine Erweiterung der Schule beschlossen. Von 1976 bis 1984 wurde eine Filiale an der Dessauer Straße als Ausweichquartier genutzt, da die Schülerzahl auf über 1000 stieg.
Im Jahr 2000 wurde das Schulprofil geändert. Seither gibt es im siebten und achten Jahrgang in je einer Klasse verstärkten Musik- oder Französischunterricht. Ab der neunten Klasse erfolgt in letzterem Falle zweisprachiger Unterricht. Seit 2004 gibt es im siebten und achten Jahrgang auch verstärkten Englisch- sowie Mathematikunterricht. Somit hat jede der fünf Klassen im siebten und achten Jahrgang ein besonderes Profil.
Ab 2016 wurde das Gebäude grundsaniert, 2020 wurde mit dem Südflügel der erste Bauabschnitt fertiggestellt. Die Gesamtbaukosten sollen bei über 34 Millionen Euro liegen (Stand 2020).

## Die Gebäude

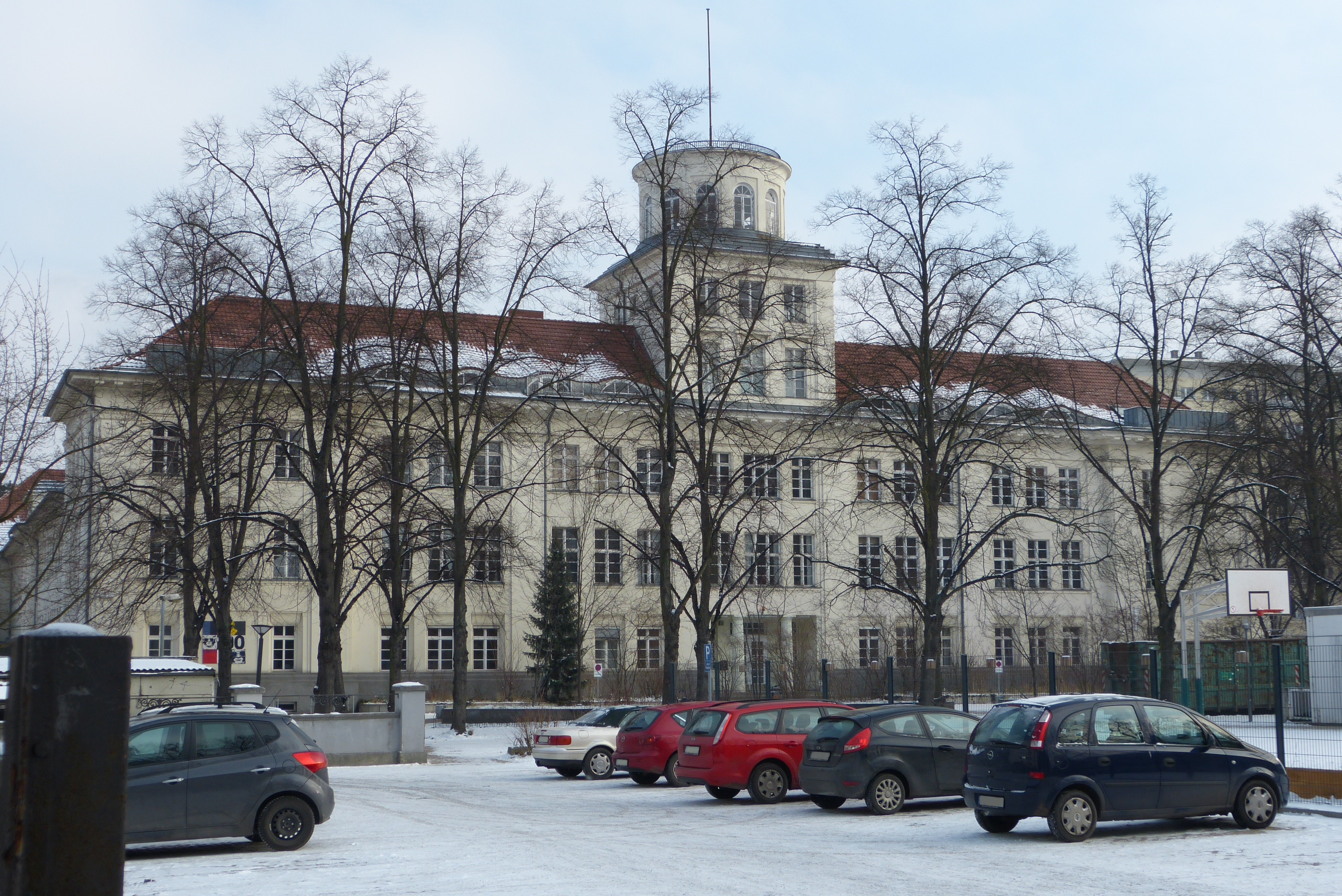
Hauptgebäude (Haupteingang), Ansicht von Westen (2014)

### Das Hauptgebäude
Das Hauptgebäude hat seine Schauseite zur Dillgesstraße und fällt durch seinen Säuleneingang auf. Hierbei handelt es sich um die ehemalige Lankwitzer Gemeindefesthalle. In diesem Gebäudeflügel befinden sich die alte Turnhalle, das Foyer, die Aula und einer der Musiksäle. Ihm gegenüber liegt der hofseitige Haupteingang mit dem ursprünglich der Sternenbeobachtung dienenden Turm.
Das Gebäude hat einen nahezu quadratischen Innenhof, der heute allseitig vom Schulgebäude umgeben ist. Ursprünglich bestand die vierte Seite aus einem Säulengang, der im Zuge der Gebäudeerweiterung 1978 dem Neubauflügel weichen musste. Im neuen Flügel wurden Klassenräume sowie Chemie-Fachräume, das 1989 eröffnete Schulcafé, das Sprachlabor sowie Teile der Lehrerzimmer untergebracht. Das Schulcafé wurde 2009 bis 2010 durch Expansion in das benachbarte Sprachlabor und einen neuen Anbau in den Innenhof erweitert und mit einer Küche zur Cafeteria umgebaut, um die Essensversorgung im Rahmen einer Ganztagsschule zu ermöglichen.
Im Hauptgebäude befinden sich außerdem das Büro des Hausmeisters, das Sekretariat, das Zimmer der Schulleiterin, der stellvertretenden Schulleiterin, der pädagogischen Koordinatoren, die Lehrerzimmer sowie die Klassen- und Fachräume.
Die Aula des Beethoven-Gymnasiums wird für zahlreiche Veranstaltungen genutzt. Die halbjährlich stattfindenden Hausmusikabende (Sommer- und Wintermusikabend) gehören dazu. Außerdem wird die Aula für Aufführungen der Schüler der Fächer Darstellendes Spiel und die Mitglieder der Musical-Arbeitsgemeinschaft sowie der Bigband The Frogs und des Orchesters genutzt. Auch die Einschulungen der neuen 7. Klassen finden dort statt. Die musikalischen und schauspielerischen Veranstaltungen sind in der Regel öffentlich.

### Die Turnhallen
Zur Schule gehören zwei Turnhallen: Die alte Turnhalle ist seit Beginn im Hauptgebäude; Ihre Kapazität genügte Ende der 1970er Jahre für die inzwischen rund 1000 Schüler in teilweise sechs Zügen nicht mehr. 1979 wurde die neue Turnhalle fertiggestellt, in der heute die meisten Sportkurse stattfinden. Beide Turnhallen dienen auch diversen Sportvereinen als Übungsstätten.

## Bildungsweg
Das Beethoven-Gymnasium beginnt mit der siebten Klasse und endet nach Berliner Standard mit der Möglichkeit, das Abitur in der zwölften Klasse (bis 2012 in der 13. Klasse) zu erhalten. Seit dem Jahr 2000 gibt es eine musik- und eine französischbetonte siebte Klasse. Die Schüler dieser Klassen haben wöchentlich eine Stunde mehr Musik- oder Französischunterricht.
2004 erhielten auch die beiden anderen siebten Klassen eine Betonung für Englisch und Mathematik. 2011 wurde als Konsequenz der Übernachfrage im Zuge des geänderten Schulplatzvergabeverfahrens und im Hinblick auf die durch die Verkürzung der Schulzeit auf zwölf Jahre frei werdenden Kapazitäten ein fünfter Zug mit eigenem Profil begonnen. Jede siebte Klasse weist damit eine spezielle Betonung auf.
Der Bildungsweg verläuft zweizügig, die Englisch- und die Mathematikklasse haben als erste Fremdsprache Englisch und als zweite Fremdsprache Französisch. Die Musikklasse ist in erste Fremdsprache Englisch und erste Fremdsprache Französisch aufgeteilt. Die französischbetonte Klasse hat als erste Fremdsprache Französisch und als zweite Fremdsprache Englisch, beide beginnen in der 8. Klasse mit bilingualem Erdkundeunterricht.
Ab der 8. Klasse ist es möglich, Latein oder Spanisch als dritte Fremdsprache per Wahlpflichtfach zu erlernen.

## Fächer

### In Sekundarstufe I
Neben den üblichen Fächern hat jede siebte Klasse eine spezielle Betonung. Des Weiteren wird in jeder siebten Klasse eine Stunde Soziales Lernen unterrichtet. Die Stunde dient dem Abbau von Ängsten und Spannungen und fördert ein konstruktives Klassen- und Lernklima. In der achten Klasse gibt es eine Stunde Informationstechnische Grundbildung (ITG). Ab dem neunten Jahrgang gibt es Wahlpflichtunterricht. Außerdem wird das Schulfach Religion angeboten.

### Wahlpflichtfächer
Ab dem achten Jahrgang haben die Schüler die Möglichkeit zwischen den Sprachen Latein und Spanisch als dritte Fremdsprache zu wählen. Die Belegung des Lateinkurses ermöglicht es, das Latinum nach dem Abitur zu erlangen.
Weiterhin werden ab dem neunten Jahrgang Naturwissenschaften (Biologie, Chemie, Physik), Mathematik, Kunst und Musik als Wahlpflichtfächer angeboten, insofern Spanisch oder Latein nicht als Wahlpflichtfächer im vorherigen Jahr gewählt wurden.

### In Sekundarstufe II
In der Oberstufe werden Philosophie, Informatik und Darstellendes Spiel als zusätzliche Unterrichtsfächer angeboten. Außerdem wird ein Grundkurs in Englisch angeboten, der von der starken Literaturorientierung abweicht und sich mit natur- und wirtschaftswissenschaftlichen Themen wie zum Beispiel Gen-Food beschäftigt.
Eine weitere Besonderheit ist, dass Musik als Leistungskurs gewählt werden kann.

### Musik, Kunst, Theater
Auch wenn das Beethoven-Gymnasium kein spezielles Musik-Gymnasium ist, so hat es dennoch einen musischen Schwerpunkt. Dazu gehört die Musikbetonung ab Klasse sieben, das Wahlpflichtfach Musik, der Profilkurs Musik und der Leistungskurs Musik in der gymnasialen Oberstufe. Zu den zahlreichen Arbeitsgemeinschaften in der Musik gehören der Chor der siebten Klassen, der Chor der 8. Klassen, der Große Chor, der Oberstufenchor, das Mittelstufenorchester, das Sinfonieorchester und die Bigband The Frogs. Alle zwei Jahre findet eine Musikreise der Chöre und Orchester nach Pottenstein statt. Die Ergebnisse werden in Konzerten in Pottenstein und zwei Konzerten, einem weltlichen in der Aula und einem geistlichen in der nahe gelegenen Dreifaltigkeitskirche, in Berlin vorgestellt.
Kunst wird ab Klasse neun als Wahlpflichtfach angeboten. In der Sekundarstufe II kann man Kunst als Profil- und als Leistungskurs wählen. Die Ergebnisse der Arbeiten der Schüler werden regelmäßig ausgestellt.
Mit dem Beginn der zweiten Sekundarstufe ist es möglich, Darstellendes Spiel (Schultheater) als Unterrichtsfach zu wählen. Seit 2008 kann es als 4. Prüfungsfach ins Abitur eingebracht werden.

### Schulpartnerschaften
Das Beethoven-Gymnasium ist partnerschaftlich mit Schulen in Frankreich (Paris und Dijon) und Schweden verbunden. Es findet dabei ein Austausch in der 10. Klasse statt. Für die Englisch-Klasse gibt es zeitgleich einen Austausch nach London oder Amersham. Außerdem ist das Beethoven-Gymnasium partnerschaftlich mit einer Schule in Israel verbunden. Der Austausch ruht zur Zeit aufgrund der politischen Unruhen in Israel.

### Betriebspraktikum
Das Beethoven-Gymnasium führt alljährlich in den letzten Wochen vor den Sommerferien ein dreiwöchiges Betriebspraktikum für die zehnten Klassen durch.

### Arbeitsgemeinschaften und Kurse
Das Beethoven-Gymnasium bietet eine Vielzahl von Arbeitsgemeinschaften und Kursen:
Chor der 7. Klassen, Chor der 8. Klassen, Großer Chor, Oberstufenchor, Musical, Vororchester 1 & 2, Orchester, Big Band, Theatertechnik (BOSTAG), Künstlerisches Gestalten, Journalistik (Schülerzeitung), Mediation, Naturwissenschaften, Garten (Schulgarten); Englisch (Debating-Club und Vorbereitung auf den Cambridge Test), Business Englisch, DELF, Italienisch Oberstufe (für Anfänger und Fortgeschrittene), Basketball, Einradfahren, Fußball (getrennt für Jungen und Mädchen), Rudern, Schach, Selbstverteidigung, Volleyball, Afrika, Verbraucherschutz und Erste Hilfe.
Die Schule arbeitet dabei auch eng mit Sportvereinen (Steglitzer Sport Club Südwest 1947 e. V. Berlin; Basketball Berlin Süd e. V.) zusammen.
Neben dem normalen Sportunterricht sind in den Pausen die Turnhallen für den sogenannten Pausensport geöffnet.

## Weiteres
Die Schule nimmt an dem Projekt Pädagogische Schulentwicklung teil, bei dem es im Kern darum geht, die Schüler zu befähigen, selbständig und eigenverantwortlich alleine und in der Gruppe zu arbeiten.
Die Schule beteiligt sich an einem Bund-Länder-Projekt für nachhaltiges Lernen, das von der Freien Universität wissenschaftlich begleitet wird. Die elften Klassen gestalten in diesem Rahmen das Projekt Nachhaltige Stadtentwicklung. Mit diesen Aktivitäten versucht die Schule auf die Ergebnisse der PISA-Studie zu reagieren.
Im Rahmen der Projekttage besuchte die Tanzgruppe The Young Americans die Schule für einen dreitägigen Workshop in Tanz, Gesang und Improvisation.
Die Schule ist ebenfalls in das TuSch-Projekt (Theater und Schule) einbezogen. TuSch ist ein Projekt der JugendKulturService GmbH in Zusammenarbeit mit der Senatsverwaltung für Bildung, Jugend und Sport. Schirmherr ist der Regierende Bürgermeister Berlins Kai Wegner. Die Schule arbeitet dabei mit der Schaubühne am Lehniner Platz und dem Theater des Westens zusammen.
Das Beethoven-Gymnasium wirkt mit Großem Chor, Oberstufenchor und Orchester an dem Weihnachtsmusizieren Steglitzer Schulen in der Matthäuskirche mit. Die Veranstaltung ist die älteste dieser Art in Berlin.

## Ehemalige Lehrer

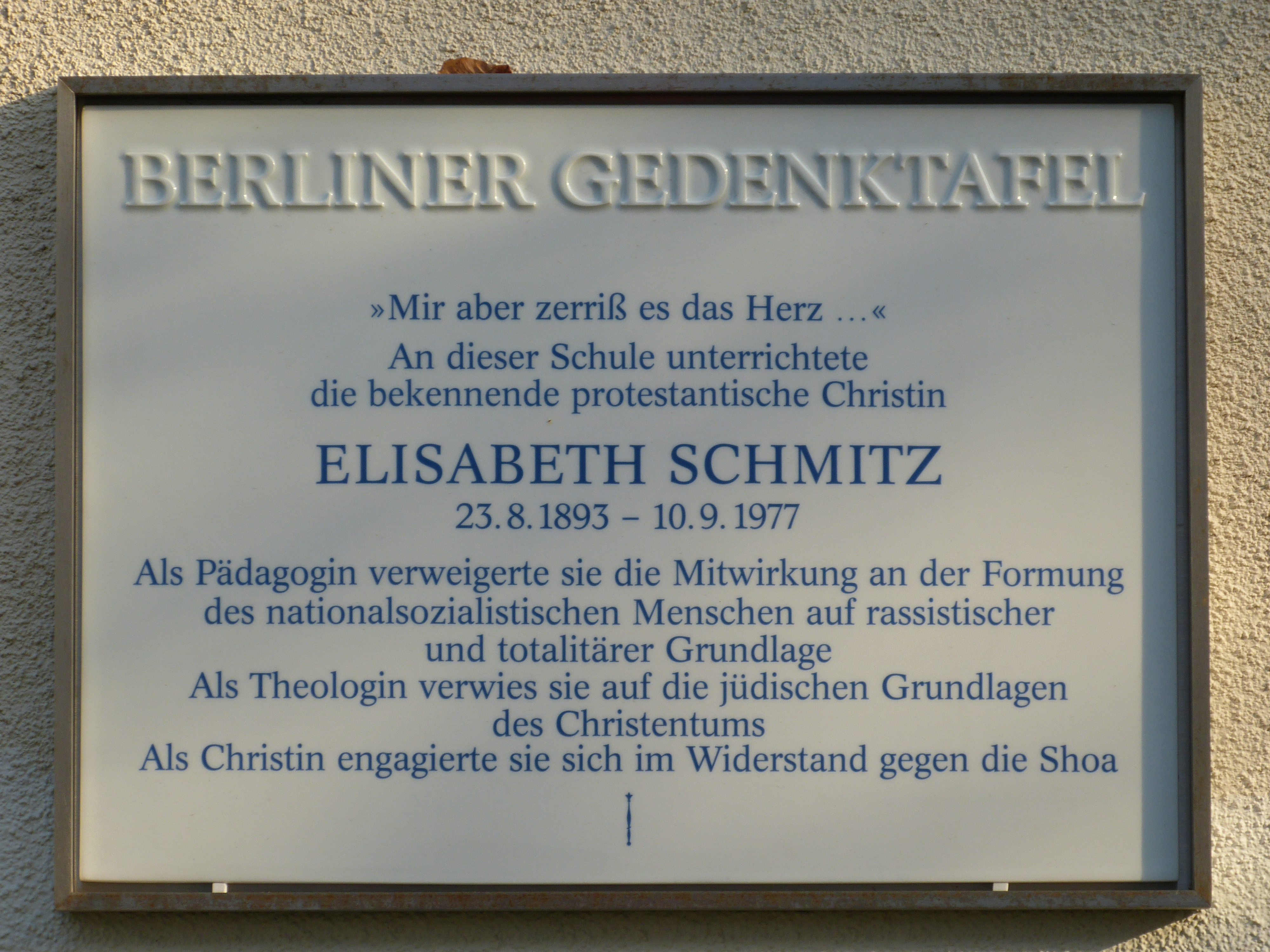
Berliner Gedenktafel für Elisabeth Schmitz am Gebäude in der Barbarastraße

- Reinhart Behr (1928–2003), Mitglied im Berliner Abgeordnetenhaus (Alternative Liste), Sachbuchautor
- Elisabeth Schmitz (1893–1977), Widerstandskämpferin gegen den Nationalsozialismus
- Lorenz Weinrich (* 1929), Historiker

## Ehemalige Schüler
- Hartmut Ebbing (* 1956), FDP-Politiker
- Isabel Mundry (* 1963), Komponistin
- Hajo Seppelt (* 1963), Sportjournalist
- Ralf Melzer (* 1967), Historiker, Publizist und Stiftungsmitarbeiter
- Uwe Stäglin (* 1970), SPD-Politiker
- Avitall Gerstetter (* 1972), jüdische Kantorin und Sängerin
- Bénédicte Savoy (* 1972), Historikerin[9]
- Barnaby Metschurat (* 1974), Schauspieler
- Marko Pešić (* 1976), Basketballnationalspieler
- Mithat Demirel (* 1978), Basketballnationalspieler
- Julia Gámez Martin (* 1986), Musicaldarstellerin
- Kevin Kühnert (* 1989), SPD-Politiker
- Von Wegen Lisbeth (Julian Hölting * 1992 , Matthias Rohde * 1991, Robert Tischer * 1991, Dominik * 1991 und Julian Zschäbitz * 1992), Pop-Band mit deutschen Texten